# اسکاریو
اسکاریو (به ایتالیایی: Scario) یک منطقهٔ مسکونی در ایتالیا است که در سان جیووانی ا پیرو واقع شده‌است. اسکاریو ۱٬۱۲۴ نفر جمعیت دارد و ۶ متر بالاتر از سطح دریا واقع شده‌است.